# 大場興産
大場興産株式会社（おおばこうさん）は、博多区の不動産賃貸業。

## 沿革
設立は1972年5月。

## グループ会社
- ユナイト地所株式会社
- ユナイトエナジー株式会社
- ユナイト保険サービス株式会社
- ケヤキ商事株式会社
- 英彦山開発株式会社